# Lan Lan
Elaine Silva Moreira (Salvador, 23 de maio de 1968), mais conhecida pelo seu nome artístico Lan Lan ou Lan Lanh, é uma percussionista, compositora e vocalista brasileira.

## Biografia
Filha de Ilsio Moreira, técnico de balanças industriais e Célia Maria, artista plástica, tem duas irmãs: uma bailarina e outra produtora musical.
Trabalhou com Jussara Silveira, Carlinhos Brown, Elba Ramalho, Daúde, Tim Maia, Luiz Caldas, Marisa Monte (em seu álbum Barulhinho Bom), Kid Abelha, Adriana Calcanhotto, Titãs, Armandinho, Nelson Gonçalves, Ângela Maria, Cauby Peixoto, Marlene Borba e Emilinha Borba, David Byrne, Cyndi Lauper, Geraldo Azevedo, Nando Reis, Cássia Eller, Ana Carolina e atualmente presta um auxílio luxuoso, em palavras da própria, a cantora Maria Bethânia.
Lan Lan participou da já extinta banda Rabo de Saia, grande revelação pop baiana do final dos anos 80. A banda era formada por: Márcio Mello (vocais), Márcia Cidreira (guitarra), Érika Nande (baixo), Lan Lan (bateria) e depois Mônica Lelê na percussão. Lan Lan e os integrantes da banda trocaram a Bahia pelo Rio de Janeiro atrás de uma gravadora.
Mas foi como percussionista da cantora e amiga Cássia Eller, que Lan Lan ganhou notoriedade e ascensão.
Lan Lan namora desde 2014 a atriz Nanda Costa. No dia 24 de maio de 2019, Nanda e Lan Lan oficializaram o noivado.

## Lan Lan e Os Elaines
Lan Lan e os Elaines começou como projeto paralelo que existia na época em que Lan Lan tocava com Cássia Eller. Ao longo dos anos Lan Lan reuniu composições próprias que em 2003 culminariam no álbum "Com Ela".

## Moinho
Em 2004, Lan Lan recebeu uma ligação de Emanuelle Araújo, que tinha acabado de chegar ao Rio de Janeiro e se encantado com a efervescência cultural da Lapa: ela queria formar uma banda que tocasse sambas antigos, formando a banda Moinho junto com o violonista e guitarrista Toni Costa. Seu primeiro single, Esnoba, explodiu como música-tema de Rakelli, personagem interpretada por Ísis Valverde na novela Beleza Pura.

### Hoje de Noite
Em 2008 o Moinho lançou o álbum Hoje de Noite  com 12 faixas e uma faixa bônus, assinadas por autores consagrados como Nando Reis, Davi Moraes, Ana Carolina, composições de Lan Lan e Toni Costa, uma parceria com Mart'nália além da regravação de "Saudade da Bahia" de Dorival Caymmi. O show de lançamento do CD aconteceu no dia 15 de abril de 2008 no Canecão.

### Moinho ao Vivo
Em junho de 2009 a banda gravou seu primeiro DVD no Circo Voador no dia 18 de Junho de 2009. O registro da turnê do álbum "Hoje de Noite" conta com as faixas do CD, canções que a banda toca nos shows mas não entraram no CD de estúdio como "Aquele Abraço" de Gilberto Gil e Casa de Bamba de Martinho da Vila além de composições novas. Foi lançado em formato CD e DVD no dia 31 de outubro do mesmo ano com show de lançamento no mesmo dia na Varanda do Vivo Rio.

## Samba Massa
Projeto de Lan Lan e o músico pernambucano Sambê (compositor da faixa "Carnaval" lançada no CD Hoje de Noite da banda Moinho) iniciado em 2008 com shows no Rio de Janeiro na casa Cinematheque e em Recife em 2009, o projeto ganhou força em 2010 com uma temporada no Teatro Odisséia durante o mês de Janeiro, onde Lan Lan e Sambê apresentaram sua primeira composição em parceria, "Flor do Cerrado".

## Discografia

### Álbuns de estúdio
- 2003: Com Ela - Lan Lan e Os Elaines
- 2008: Hoje de Noite - Moinho
- 2009: Moinho ao Vivo - Moinho
- 2014: Éolo - Moinho

#### Cássia Eller
- 1998: Veneno Vivo
- 2001: Com Você... Meu Mundo Ficaria Completo
- 2001: Acústico MTV
- 2002: Dez de Dezembro (póstumo)

#### Nando Reis
- 2007: Luau MTV
- 2009: Drês

### Turnês
- 2003-2005: Com Ela (Lan Lan e Os Elaines)
- 2008-2009: Hoje de Noite
- 2009-2010: Moinho ao Vivo
- 2014: Éolo
- 2016-: 30 Anos'

## Prêmios e indicações
| Ano  | Prêmio                     | Categoria                                | Nomeações                          | Resultado |
| ---- | -------------------------- | ---------------------------------------- | ---------------------------------- | --------- |
| 2018 | Grammy Latino              | Melhor Canção em Língua Portuguesa       | "Aponte" (com Nanda Costa e Sambê) | Indicada  |
| 2019 | MTV Millennial Awards      | Ship do Ano                              | Lan Lan e Nanda Costa              | Indicada  |
| 2021 | MTV Millennial Awards      | Eu Shippo                                | Lan Lan e Nanda Costa              | Indicada  |
| 2021 | Prêmio Contigo! de TV      | Casal do Ano                             | Lan Lan e Nanda Costa              | Indicada  |
| 2021 | Prêmio Atitude Sustentável | Orgulho LGBTQIA+                         | Lan Lan e Nanda Costa              | Pendente  |
| 2023 | Festival do Rio            | Troféu Suzy Capó de Personalidade do Ano | Lan Lan e Nanda Costa              | Venceu    |